# Representação (direito)

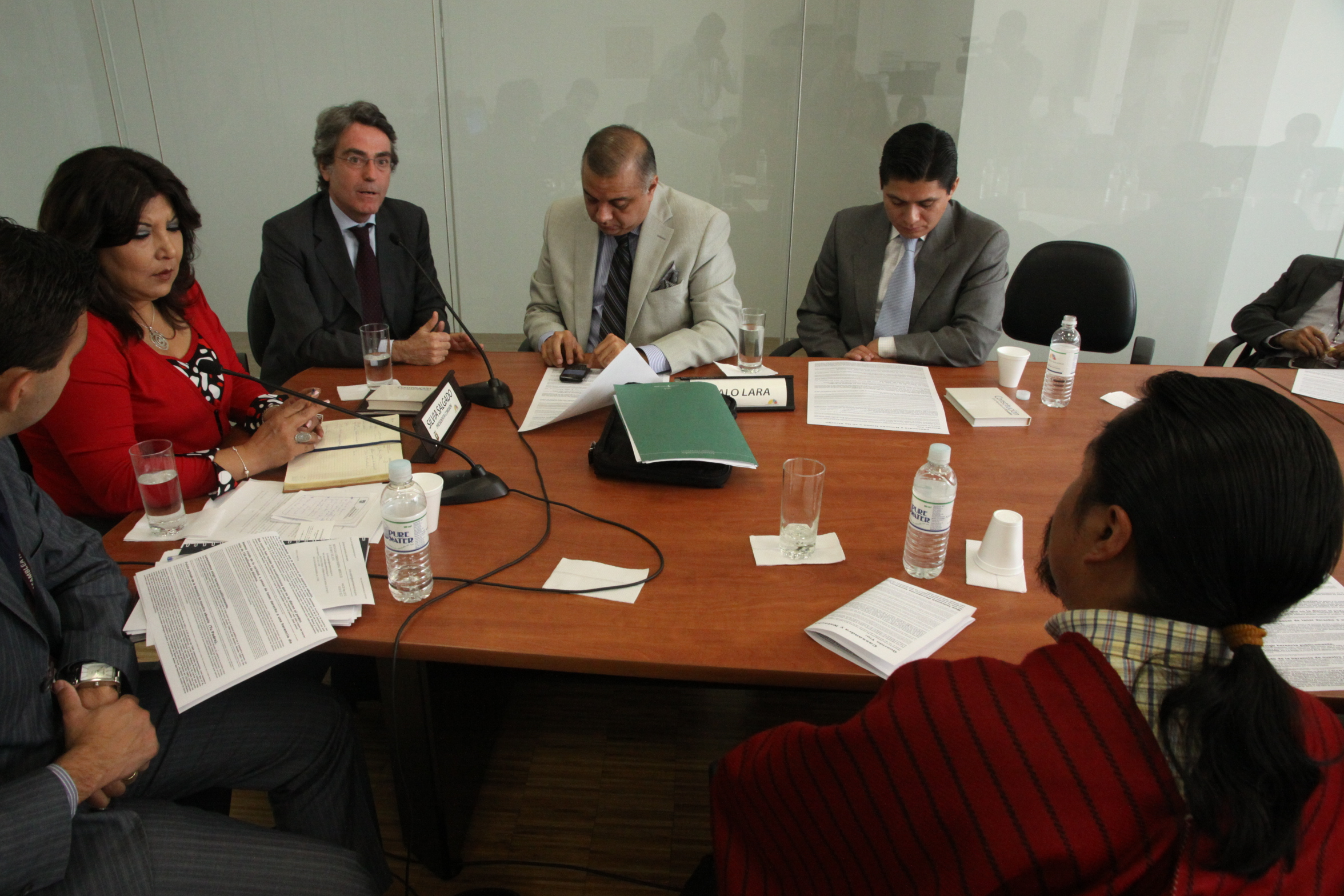
Um representante legal (de óculos) atuando perante uma comissão parlamentar equatoriana.

Ocorre representação processual quando alguém defende direito ou interesse alheio. O representante age em nome do representado. Por outras palavras, atua em nome alheio, na defesa de um direito alheio. O representante não é parte do processo judicial: a parte é o representado.

## No Brasil
A representação processual é tratada pelo artigo 70 do Código de Processo Civil brasileiro. A representação processual é fundamentada nos artigos 70, 71, 72, 73, 74, 75 e 76 do Código de Processo Civil brasileiro. Por exemplo, o menor de 16 anos não tem capacidade de ser parte em um processo salvo se for representado por alguém, bem como o maior de 16 e menor de 18, que deve ser assistido. 